# Dalida (Film)
Dalida ist ein französischer biografisch angelegter Spielfilm, der hauptsächlich 30 Jahre des Lebens der Sängerin Dalida von ihren ersten Erfolgen in den späten 1950er Jahren bis zu ihrem Tod 1987 nachzeichnet. Geschrieben, inszeniert und koproduziert wurde die 2017 veröffentlichte Hommage an eine der glamourösesten und tragischsten populären Künstlerinnen Frankreichs im 20. Jahrhundert von der Regisseurin Lisa Azuelos. Die Hauptfigur verkörperte die zuvor weitgehend unbekannte italienische Schauspielerin Sveva Alviti.

## Handlung
Dalida wächst in Ägypten auf. Von anderen Kindern als „Brillenschlange“ gehänselt, kommt sie früh mit der Musik ihres Vaters, eines Geigers, in Kontakt. 
In den 1950er Jahren wird sie in Frankreich von Lucien Morisse, einem Moderator des Jugendradios Europe 1, entdeckt und erhält einen Schallplattenvertrag. Eine große Gesangskarriere beginnt. Dalida und Morisse heiraten, doch beginnt Dalida bald eine Liebesaffäre mit dem Künstler Jean Sobieski. Darauf folgt eine Beziehung mit dem italienischen Sänger Luigi Tenco, der jedoch nach seinem Auftritt beim Sanremo-Festival 1967 Selbstmord begeht. Später wird Dalida von dem 22-Jährigen Studenten Lucio schwanger. Sie bricht die Schwangerschaft ab, da sie ihn als Vater für zu jung hält. Sie lernt Richard Chanfray kennen, und mit ihm beginnt eine tiefere Beziehung. Ende der 1970er Jahre wird sie noch einmal mit zeitgemäßer Disco-Musik erfolgreich.
Mit dem Drama Der sechste Tag hat sie 1986 ihre letzten Filmaufnahmen mitsamt einem vielbejubelten Besuch in ihrer alten Heimat Ägypten. Sie ist trotz Allem am Ende ihrer Kräfte und von Bulimie geplagt. 1987 begeht sie mit einem Schlafmittel Selbstmord. Ihre letzten Worte, die sie auf einem Zettel niederschreibt, sind: „Das Leben ist mir unerträglich – vergebt mir.“

## Kritik
Die Filmkritikerin Antje Wessels befindet auf ihrer Website: „‚Dalida‘ strotzt nur so vor Leidenschaft und Temperament und wird vor allem die Musikliebhaber zufriedenstellen. Als klassische Filmromanze gerät der Film bisweilen zu kitschig, um wahrhafte Gefühle hervorzurufen. Dafür ist Newcomerin Sveva Alviti eine absolute Offenbarung.“